# Scaphytopius angustatus
Scaphytopius angustatus är en insektsart som beskrevs av Henry Fairfield Osborn 1905. Scaphytopius angustatus ingår i släktet Scaphytopius och familjen dvärgstritar. Inga underarter finns listade i Catalogue of Life.